# Монастир Велика Лавра
Монастир Велика Лавра (грец. Μονή Μεγίστης Λαύρας) — найдавніший монастир Афону, зведений першим серед інших монастирів на невеликому плато на південному сході півострова Айон-Орос за півгодини шляху пішки від моря. Престольне свято — 5 липня (за юліанським календарем), в день преподобного Афанасія Афонського.

## Історія

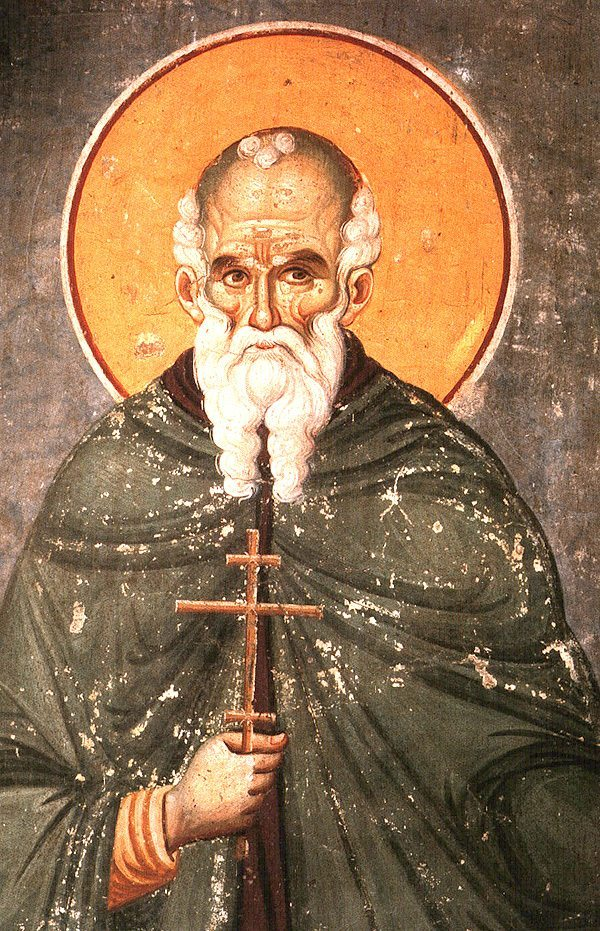
Афанасій Афонський

Монастир Велика Лавра заснований в 963 році святим Афанасієм Афонським, вихідцем з Каппадокії, який привніс у печерне і відлюдницьке чернецтво систему кіновій, саме вона пізніше стала переважним чернечим способом життя як на Афоні, так й інших православних монастирях. Основний ансамбль монастирських споруд було споруджено на пожертви імператорів Никифора Фоки та Івана Цимісхія.
Обитель довгий час процвітала, поступово накопичуючи значну кількість володінь. Крім щорічного подаяння золотом, встановленого імператорами Фокою і Цимісхієм, візантійський імператор Василь II подарував монастирю острів. Один за одним монастирі Гомат, Моноксіліт і Амалфітянський відходили у володіння Великої Лаври разом з монастирями Калікас і Ксірокастрон, що підтверджено імператорськими грамотами (хрисовулами) Андроніка II і Димитрія Палеолога (1453—1465). Щедрі пожертви робив і сербський правитель Стефан Душан. Однак піратські набіги, землетруси, оподаткування, покладене на монастирі за часів турецького ярма, сприяли наростання кризового стану монастиря.
Монастир тримався кіновійного статуту до 14 століття. Перетворення Великої Лаври в 14 столітті в загальножительний призвело до встановлення нового типікону. У 1574 році Патріарх Александрійський Сильвестр повернув монастир до загального проживання. З 1980 року монастир живе за статутом кіновії.

## Соборний храм
Соборний храм (католікон) Великої Лаври, зведений у 10 столітті на честь Благовіщення Богородиці із фресками 18 століття роботи Феофана Стрелітзаса. Католікон має два приділи. Північний присвячений сорока севастійським мученикам, а південний — святителю Миколаю Мирлікійському. У північному боковому вівтарі розташована гробниця преподобного Афанасія, день пам'яті якого — особливо шановане свято Великої Лаври.

## Святині
Серед багатьох дорогоцінних реліквій та дарів візантійських імператорів зберігаються: хрест та жезл святого Афанасія; дві чудотворні ікони: «Економісса» (поставлена в пам'ять появи святому Афанасію Богоматері на місці, де знаходиться Живоносне джерело) і «Кукузелісса», що знаходиться в церкві Введення в храм Пресвятої Богородиці; частини древа Животворящого Хреста Господнього в дорогоцінних оправах; мощі святих Василія Великого, Михайла Сінадского, апостола Андрія Первозванного, святого Єфрема Сиріна та інших святих.
В трапезній збереглися фрески XVI століття. У лаврському дворі є куполоподібна хрещальня з величезною чашею і два тисячолітніх кедри. 
Бібліотека Великої Лаври налічує приблизно 2 116 рукописів, 20 000 друкованих книг і 100 манускриптів іноземними мовах, 8 карт з Коаленівського кодексу (VI століття), Афонський кодекс Великої Лаври, Кодекс 049.

## Ігумени
- Филип (1990-є)
- Анфім (Дімакопулос) (†2011)
- Продромос (з 2011)